# هانس بيدرسن
هانس بيدرسن (بالدنماركية: Hans Pedersen)‏ هو لاعب جمباز فني دنماركي، ولد في 5 نوفمبر 1887 في Højelse Parish ‏ في الدنمارك، وتوفي في 22 سبتمبر 1943 في Kimmerslev Parish ‏ في الدنمارك.

## وصلات خارجية
- هانس بيدرسن على موقع اللجنة الأولمبية الدولية (الإنجليزية)
- هانس بيدرسن على موقع أوليمبيديا (الإنجليزية)